# Paragomphus nyasicus
Paragomphus nyasicus é uma espécie de libelinha da família Gomphidae.
Pode ser encontrada nos seguintes países: Malawi e possivelmente em Zimbabwe.
Os seus habitats naturais são: lagos de água doce.
Está ameaçada por perda de habitat.